# INS Baaz
L' INS Baaz (code OACI : VOBX) est une base navale des forces armées indiennes proche de Campbell Bay sur la Grande Nicobar qui dépend du commandement interarmes.

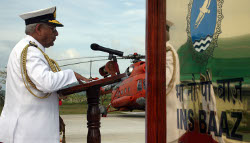
L'amiral Nirmal Verma devant la plaque d'inauguration en 2012.

La base aerienne est développée pour répondre à la présence chinois dans l'Océan indien et surveiller le Détroit de Malacca. En 2022 la base est développée en particulier l'allongement de la piste pour accueillir des Dornier 228.